# لين كارلتون هيغباي
لين كارلتون هيغباي (بالإنجليزية: Lynn Carlton Higby)‏ هو محامي وقاضي أمريكي، ولد في 6 أغسطس 1938 في أورلاندو في الولايات المتحدة، وتوفي في 10 فبراير 1992 في بينساكولا في الولايات المتحدة.